# Hjalte Nørregaard
Hjalte Bo Nørregaard (ur. 8 kwietnia 1981 w Kopenhadze) – duński piłkarz i trener piłkarski.

## Kariera klubowa
Nørregaard zawodową karierę rozpoczynał w 1999 roku w klubie FC København z Superligaen. Jego barwy reprezentował przez 6 lat. W tym czasie zdobył z klubem 3 mistrzostwa Danii (2001, 2003, 2004), puchar kraju (2004) oraz 2 superpuchary (2001, 2004). Wywalczył z nim także 2 wicemistrzostwa Danii (2002, 2005). W 2005 został wybrany piłkarzem roku w FC København. W barwach tego klubu rozegrał w tym czasie 89 ligowych spotkań i zdobył 12 bramek.
W 2005 Nørregaard podpisał kontrakt z holenderskim SC Heerenveen. W Eredivisie zadebiutował 10 września 2005 w przegranym 1:2 meczu z Heraclesem Almelo. 27 listopada 2005 w wygranym 2:0 pojedynku z RBC Roosendaal strzelił pierwszego gola w lidze holenderskiej. Przez rok w barwach Heerenveen w Eredivisie zagrał w 16 meczach, zdobywając 2 bramki.
W 2006 ponownie został graczem klubu FC København. W 2007, 2009 i 2010 zdobył z nim mistrzostwo Danii, natomiast w 2009 wygrał rozgrywki Pucharu Danii. W 2009 zdobył także nagrodę piłkarza roku FC København.
W styczniu 2011 Nørregaard podpisał kontrakt z zespołem Aarhus GF. 15 sierpnia 2014 został piłkarzem Vendsyssel FF. W 2015 został zawodnikiem FC Fredericia. W tym samym roku zakończył karierę piłkarską.

## Kariera reprezentacyjna
Nørregaard grał w kadrach Danii U-17, U-19, U-20 oraz U-21. W pierwszej reprezentacji zadebiutował 19 listopada 2008 w przegranym 0:1 towarzyskim meczu z Walią. Łącznie w kadrze narodowej rozegrał 4 spotkania w latach 2008–2009.

## Kariera trenerska
W 2016 Nørregaard został asystentem Jacoba Neestrupa w drużynie U-17 FC København. W 2018 był asystentem trenera w zespole U-19 tego klubu. W tym samym roku objął funkcję pierwszego trenera tej drużyny. 29 września 2022 został asystentem trenera w pierwszym zespole FC København.
10 października 2020 został trenerem tymczasowym pierwszej drużyny FC København po zwolnieniu Ståle Solbakkena. Pełnił tę funkcję do 2 listopada 2020.